# Léon Devos
Léon Devos (Ardooie, 17 de gener de 1896 - Ardooie, 23 d'abril de 1958) va ser un ciclista belga que fou professional entre 1919 i 1927. Els seus èxits esportius més destacats foren el triomf a la Lieja-Bastogne-Lieja de 1919 i el Tour de Flandes de 1922.

## Palmarès
- 1919
  - 1r a la Lieja-Bastogne-Lieja
- 1922
  - 1r al Tour de Flandes
- 1924
  - 1r al Campionat de Flandes
  - 1r de les Tres Viles Germanes
- 1925
  - Vencedor d'una etapa al Tour del Sud-oest
- 1926
  - Vencedor d'una etapa al Tour del Sud-oest

### Resultats al Tour de França
- 1926. 25è de la classificació general